# Гаффори, Нумонджон Усмонзода
Нумонджон Усмонзода Гаффори (тадж. Нуъмонҷон Усмонзода Ғаффорӣ) — таджикский историк, доктор исторических наук (2014), профессор (2015). Лауреат Государственной премии имени Исмоили Сомони. Отличник образования Таджикистана . Член Союза журналистов Таджикистана.

## Биография
Нумонджон Гаффори родился 22 сентября 1968 года в Душанбе в интеллигентной семье. Член Народно-демократической партии Таджикистана. В 1990 году, после окончания Таджикского государственного университета им. В. И. Ленина, начал трудовую деятельность в должности научного сотрудника-стажера кафедры истории таджикского народа ТГНУ. С 1991 по 1994 годы обучался в очной аспирантуре университета. С 1994 по 2006 год работал ассистентом и старшим преподавателем кафедры общественных наук, доцентом кафедры международных отношений, заведующим научно-исследовательским сектором Таджикского государственного университета права, бизнеса и политики. С 2006 по 2007 год работал координатором Национальной ассоциации политологов Таджикистана  в Согдийской области. С 2007 по 2009 год работал заведующим издательским отделом Худжандского института экономики и торговли. С ноября 2009 года по ноябрь 2012 года был докторантом дневной кафедры истории Таджикистана в Таджикском национальном университете. С 2012 по 2017 год работал специалистом отдела науки и инноваций, заведующим отделом аспирантуры и докторантуры, профессором истории и филологии, заведующим отделом научно-педагогической подготовки Таджикского государственного университета коммерции. С 1 сентября 2017 года работает в ТГУПБП в должности профессора кафедры истории таджикского народа, а в 2017—2019 годах занимал должность проректора по науке и инновациям Таджикского государственного университета права, бизнеса и политики . Гаффари Н. У. с 5 февраля 2019 года решением Правительства Республики Таджикистан назначен ректором Таджикского государственного педагогического университета имени Садриддина Айни.. Остался в этой должности до 10 июня 2022 года, пока его не заменил Ахлиддин Ибодуллозода.

## Научная деятельность
В 1999 году защитил докторскую диссертацию на тему «Культурно-просветительская деятельность модернистов в Бухарском эмирате (начало XX века)», а в 2014 году защитил докторскую диссертацию на тему «Джадидское движение в Центральной Азии». Является членом диссертационного совета при Таджикском национальном университете по защите кандидатских и докторских диссертаций в области отечественной истории, всеобщей истории, истории международных отношений и внешней политики. Его научные достижения включают 4 монографии, 4 научные брошюры, 3 научно-популярные книги, 4 учебных пособия и более 100 научных статей.